# Dardanus insignis
Dardanus insignis är en kräftdjursart som först beskrevs av de Saussure 1858.  Dardanus insignis ingår i släktet Dardanus och familjen Diogenidae. Inga underarter finns listade i Catalogue of Life.